# Лугаль-шаг-энгур
Лугаль-шаг-энгур — правитель (энси) Лагаша.
Лугаль-шаг-энгур находился в подчинении у кишского (или аванского) гегемона Месилима. Месилим поставил в Лагаше дар богу Нингирсу; выстроил в честь бога храм и поместил в нём огромную булаву, каменное навершие которой было украшено изображениями львов, и на которой была вырезана надпись: «Меселим царь Киша, для Нингирсу поставил это, когда Лугаль-шаг-энгур был энси Лагаша».